# ديفيد دوكورتو
ديفيد دوكورتو (بالفرنسية: David Ducourtioux)‏ (مواليد 11 أبريل 1978 في ليموج - فرنسا) لاعب كرة قدم فرنسي يلعب حاليا لصالح نادي الدرجة الأولى فالينسيان الفرنسي منذ 2007 في مركز قلب الدفاع . .

## روابط خارجية
- ديفيد دوكورتو على موقع رابطة كرة القدم الفرنسية للمحترفين (الإنجليزية)
- ديفيد دوكورتو على موقع قاعدة بيانات كرة القدم.إي يو (الإنجليزية)
- ديفيد دوكورتو على موقع Soccerway.com (الإنجليزية)
- ديفيد دوكورتو على موقع كووورة
- ديفيد دوكورتو على موقع AS.com (الإسبانية)